# Bo Cock-Clausen
Erling Bo Cock-Clausen (17. februar 1920 i København – 24. marts 2012) var en dansk arkitekt.
Han var søn af Harald Cock-Clausen og sønnesøn til Ludvig Clausen. Cock-Clausen blev uddannet fra Kunstakademiets Arkitektskole i 1944. Tre år efter blev han selvstændig med egen arkitektvirksomhed, der fra 1967 blev drevet sammen med Peter Brodersen under navnet Cock-Clausen & Brodersen Arkitektfirma A/S.

## Byggerier
- Ballerup Centret (1973)
- Det Københavnske Reassurance-Compagni, Amaliegade, København
- Holmegaard Glas, Østergade, København